# Sciomesa renibifida
Sciomesa renibifida là một loài bướm đêm trong họ Noctuidae.